# Autoroute macédonienne M7
Pour les articles homonymes, voir M7.
L'autoroute M7 (en macédonien M7 Автопат) est un projet d'autoroute de la Macédoine du Nord. Elle relierait Debar, située à l'extrême ouest du pays, près de la frontière albanaise, à Radovich, située au centre-est. La M7 desservirait de nombreuses villes macédoniennes, qui se trouveront pour la majorité sur des croisements avec d'autres autoroutes, comme Kitchevo avec la M4, Prilep avec la M5, Negotino avec l'A1 et Radovich avec la M6.